# Loir
Loir je 312 km dolga reka v osrednji Franciji, levi pritok reke Sarthe. Izvira v pokrajini Perche severno od Illiers-Combraya, sprva teče proti jugu do Vendôma, nakar se usmeri rahlo proti zahodu in se severno od Angersa izliva v Sarthe.

## Geografija

### Porečje
- Ozanne
- Yerre
- Braye
- Aigre
- Conie

### Departmaji in kraji
Reka Loir teče skozi naslednje departmaje in kraje:
- Eure-et-Loir: Illiers-Combray, Bonneval, Châteaudun, Cloyes-sur-le-Loir,
- Loir-et-Cher: Morée, Vendôme, Montoire-sur-le-Loir,
- Sarthe: La Chartre-sur-le-Loir, Château-du-Loir, Le Lude, La Flèche,
- Maine-et-Loire: Durtal, Seiches-sur-le-Loir.